# Côte magnétique (Moncton)
La côte magnétique (anglais : Magnetic Hill) est une attraction naturelle située au nord-ouest de la ville de Moncton, au Nouveau-Brunswick, au pied du mont Lutes. Il s'agit d'une portion de route d'un demi-kilomètre qui donne l'illusion que les automobiles remontent la pente (en fait une descente sans repère visuel de l'horizon). 

## Histoire
Le phénomène de la côte magnétique est connu par les agriculteurs locaux depuis le XIXe siècle ; Muriel Lutes et son époux Lou Sikorsky y installent une baraque pour attirer commercialement le public. Il est ensuite « découvert »  par des journalistes qui promeuvent l'endroit : le rédacteur en chef du Telegraph-Journal de Saint-Jean, John Bruce et des journalistes Stuart Trueman et Jack Bayley. Leur article, publié en août 1933, fit de cette section de chemin une attraction touristique majeure dans tout le Canada. 
Elle a été reconnue lieu historique local le 15 novembre 2004 par la ville de Moncton.